# ألكسندر كلوجه
الكسندر كلوجه (بالألمانية: Alexander Kluge؛ مواليد 14 فبراير 1932) هو مخرج أفلام، وكاتب سيناريو، وكاتب، ومحامي، ومونتير، وشاعر قانوني ‏، من ألمانيا، ولد في هلبرشتات، شارك في دوكومنتا 6 ‏.

## التعليم
تعلم في جامعة ماربورغ، وجامعة غوته في فرانكفورت.

## بعض من أفلامه
- 1978 ألمانيا في الخريف (مخرج وكاتب سيناريو، رفقة ثلاثة صانعي أفلام آخرين)

## جوائز
حصل على جوائز منها:
- جائزة تيودور أدورنو [الإنجليزية]‏ (2008)
- جائزة غيورغ بوشنر (2002)
- الجائزة التذكارية لشيلر [الإنجليزية]‏ (2001)
- جائزة ريكاردا هوخ [الإنجليزية]‏ (1995)
- جائزة هاينريش بول (1993)
- جائزة فونتانه  [لغات أخرى]‏ (1979)
- صليب القائد لنيشان استحقاق جمهورية ألمانيا الاتحادية
- جائزة هانس يواقيم فريدريش [الإنجليزية]‏.

## وصلات خارجية
- ألكسندر كلوجه على موقع IMDb (الإنجليزية)
- ألكسندر كلوجه على موقع مونزينجر (الألمانية)
- ألكسندر كلوجه على موقع ألو سيني (الفرنسية)
- ألكسندر كلوجه على موقع ميوزك برينز (الإنجليزية)
- ألكسندر كلوجه على موقع أول موفي (الإنجليزية)
- ألكسندر كلوجه على موقع قاعدة بيانات الأفلام السويدية (السويدية)
- ألكسندر كلوجه على موقع إن إن دي بي (الإنجليزية)
- ألكسندر كلوجه على موقع ديسكوغز (الإنجليزية)
- ألكسندر كلوجه على موقع قاعدة بيانات الفيلم (الإنجليزية)
- ألكسندر كلوجه على موقع كينوبويسك (الروسية)